# Apostolska nunciatura na Šrilanki
Apostolska nunciatura na Šrilanki je diplomatsko prestavništvo (veleposlaništvo) Svetega sedeža na Šrilanki, ki ima sedež v Kolombu.
Trenutni apostolski nuncij je Joseph Spiteri.

## Seznam apostolskih nuncijev
- Carlo Curis (14. julij 1971 – 30. marec 1978)
- Nicola Rotunno (13. april 1978 – 30. avgust 1983)
- Ambrose Battista De Paoli (23. september 1983 – 6. februar 1988)
- François Robert Bacqué (17. junij 1988 – 7. junij 1994)
- Osvaldo Padilla (1994 – 22. avgust 1998)
- Thomas Yeh Sheng-nan (10. november 1998 – 22. april 2004)
- Mario Zenari (10. maj 2004 – 30. december 2008)
- Thomas Yeh Sheng-nan (10. november 1998 – 22. april 2004)[1]
- Mario Zenari (10. maj 2004 – 30. december 2008)[2][3]
- Joseph Spiteri (21. february 2009 – 1. oktober 2013)[4][5]
- Pierre Nguyên Van Tot (22. marec 2014[6] – 2. januar 2020)[7]
- Brian Udaigwe (13. junij 2020[8] – danes)